# Borat

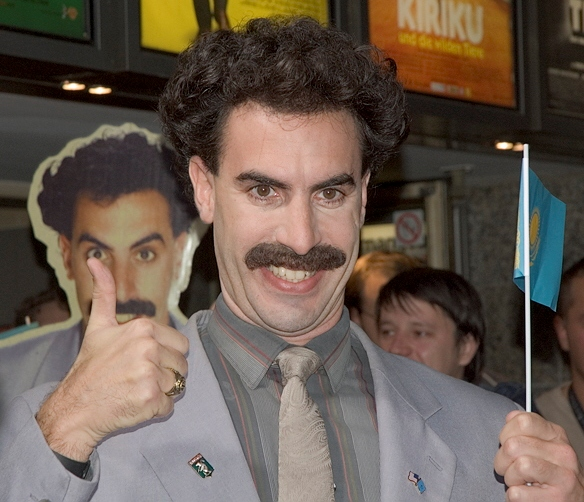
Borat (Sacha Baron Cohen)

Borat, właśc. Borat Sagdijew, Борат Сагдиев – postać fikcyjna, dziennikarz z Kazachstanu wymyślony i grany przez brytyjskiego komika Sachę Barona Cohena.
Postać Borata wyewoluowała z poprzednich postaci wykreowanych przez Cohena: początkowo anonimowego mołdawskiego reportera telewizyjnego (dla telewizji LWT/Granada i programu BBC Comedy Nation), a później albańskiego reportera zwanego Kristo (dla Paramount Comedy Channel).
Borat regularnie pojawiał się w programach z serii Da Ali G Show dla Channel 4, gdzie prezentował skecze polegające na jego nietypowym czy skandalicznym zachowaniu i obserwowaniu reakcji nieświadomych osób wokół. W niektórych przypadkach goście zgadzają się z jego antysemityzmem i mizoginią, podczas gdy inni próbują wyjaśniać mu „zachodnie wartości”.
Postać Borata jest tytułową postacią w filmie fabularnym z 2006 roku
Borat: Podpatrzone w Ameryce, aby Kazachstan rósł w siłę, a ludzie żyli dostatniej w reżyserii Larry’ego Charlesa. Film opowiada o wyprawie kazachskiego dziennikarza do Stanów Zjednoczonych. Film wzbudził liczne kontrowersje, władze Rosji zakazały jego emisji.

## Historia i stosowane techniki

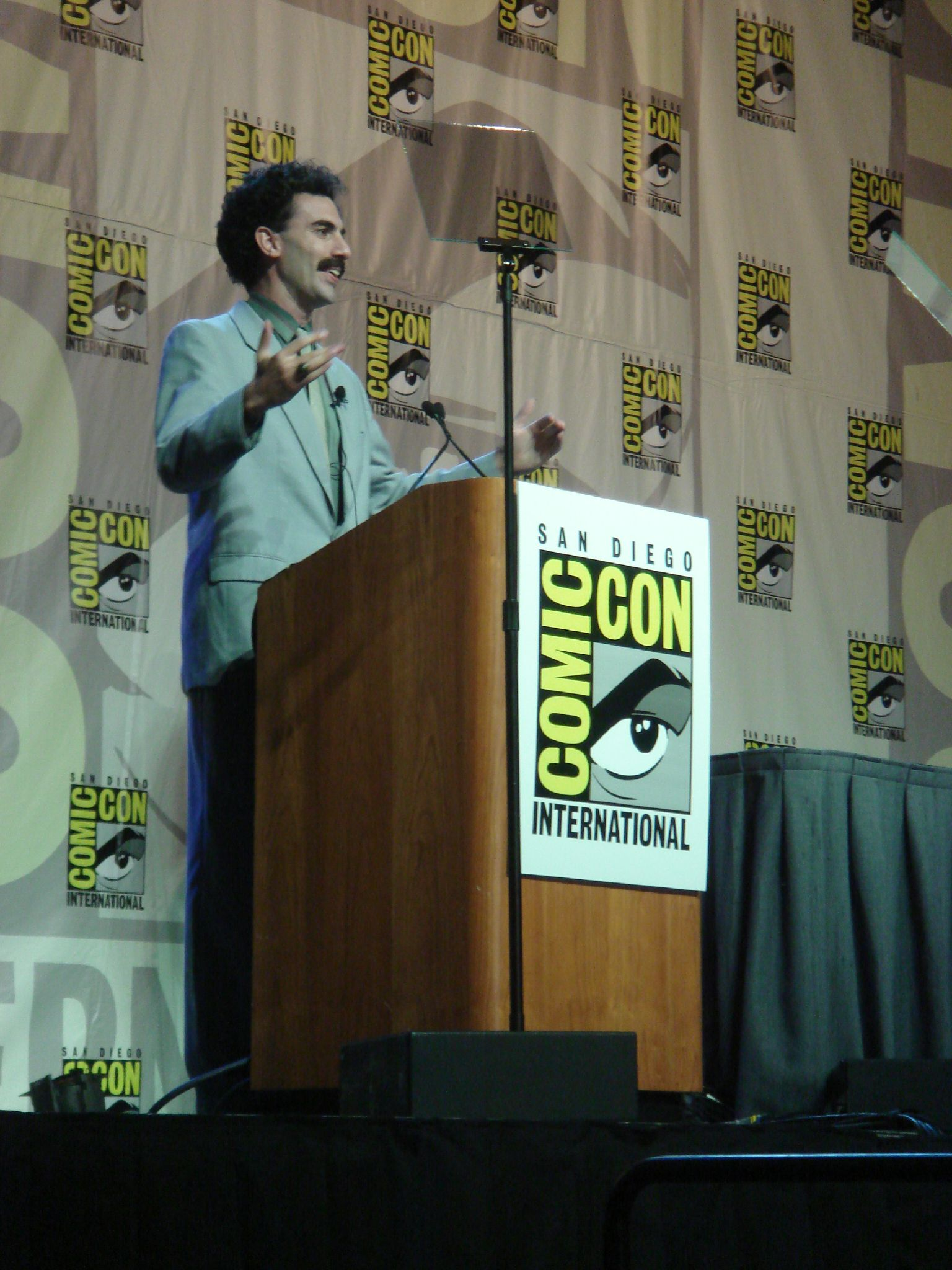
Aktor promujący swój film podczas Comic-Conu 2006

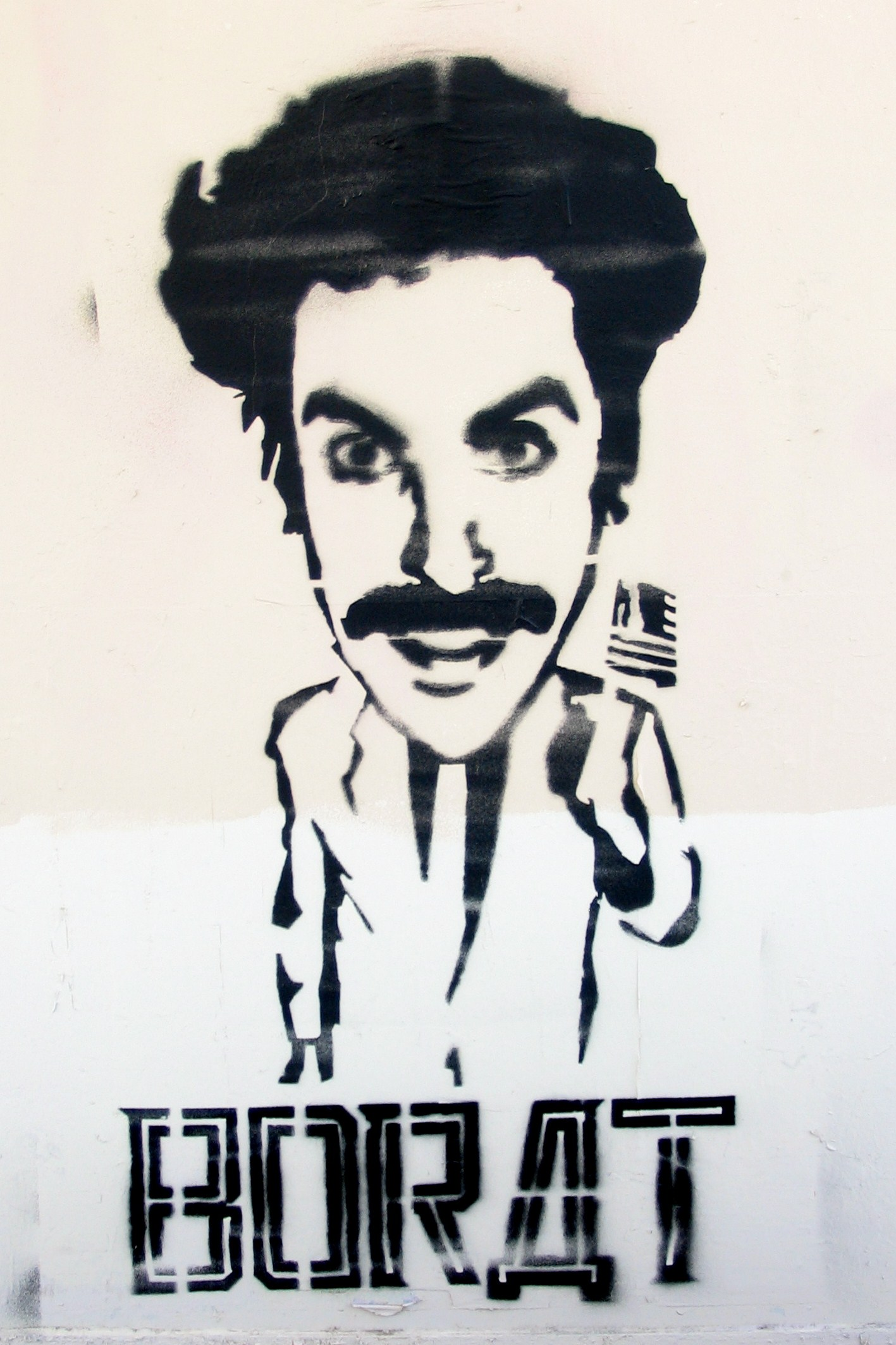
Borat w sztuce

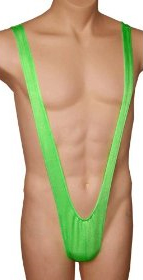
Strój Borata do opalania

Borat pojawia się w każdym odcinku Da Ali G Show, przedstawiając satyryczne wywiady z różnymi ludźmi, którzy najwyraźniej nie zdają sobie sprawy z faktu, że są obiektem żartu. W ramach programu odwiedził Wielką Brytanię i Stany Zjednoczone. Niektórzy porównują postać graną przez Barona Cohena do niektórych dokonań Petera Sellersa.
Fałszywe kazachskie pochodzenie bohatera służy wyłącznie do zmylenia rozmówców; prawie wszystkie informacje, jakie przytacza o tym narodzie, są nieprawdziwe. W programie telewizyjnym i filmie pełnometrażowym z 2006 Kazachstan jawi się jako biedny i odrażający kraj Trzeciego Świata, pełny prostytutek i dziennikarzy-idiotów. Kompletny brak wiedzy na temat Kazachstanu wśród typowych przedstawicieli cywilizacji Zachodu daje Boratowi wolną rękę w działaniach. Ludzie, z którymi się spotyka, często obawiają się obrażenia jego uczuć poprzez nietolerancję w stosunku do tego, co wydaje się im różnicami kulturowymi.
Aby uwiarygodnić swoje zagraniczne pochodzenie, Sacha prowadzi notatki po hebrajsku i wtrąca co jakiś czas kilka słów z języka polskiego (Dziękuję, Jak się masz?, Dzień dobry, Przepraszam), choć rzadko pasują one do kontekstu. W trakcie wykonywania fałszywego hymnu Kazachstanu (w rzeczywistości na jego słowa składały się nazwy głównych miast tego kraju) na meczu Savannah Sand Gnats w USA w pewnym momencie przeszedł na hebrajski. W tym języku powtórzył kilka razy znaną pieśń folkową, a także nazwał Kazachstan „dziurą”. Jego włosy i wąsy są autentyczne, ich wyhodowanie zajmuje Cohenowi sześć tygodni. Garnitur nie był nigdy prany, co być może dodaje „obcego” zapachu i zwiększa jego postrzeganą autentyczność u rozmówców.
Istnieją sugestie, że Baron Cohen inspirował się internetowym fenomenem Mahir Çağrı, niemniej w rzeczywistości postać Borata była rozwijana od co najmniej 1995 roku (w LWT/Granada TV), cztery lata wcześniej, niż powstała strona WWW Mahira. W komentarzu do DVD z nagraniem pierwszego sezonu Da Ali G Show Cohen ujawnił, że ewolucja Borata była inspirowana rzeczywistą osobą spotkaną w południowej Rosji: „[...] Nie pamiętam jego nazwiska – był doktorem. Gdy tylko go spotkałem, płakałem ze śmiechu – był on histerycznie śmiesznym człowiekiem, choć w sposób niezamierzony”.
3 listopada 2005 Boratowi powierzono prowadzenie ceremonii MTV Europe Music Awards w Lizbonie.